# Olomoucký orloj

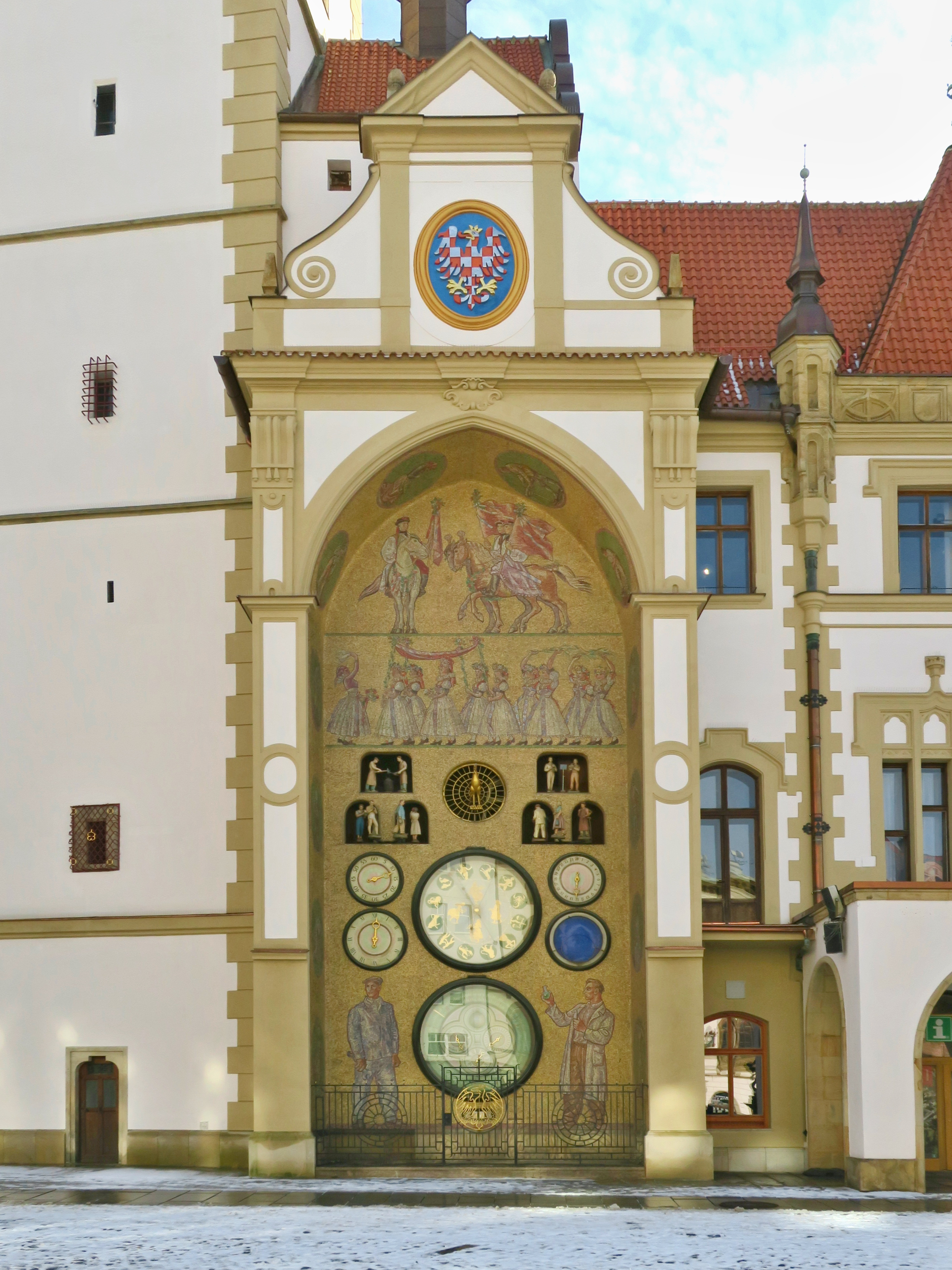
Olomoucký orloj v roce 2021

Olomoucký orloj je součástí severní stěny radnice v Olomouci. Orloj se zde nachází od 15. století, jeho současná podoba pochází od Karla Svolinského a je ztvárněna v duchu socialistického realismu. Jedná se o jeden z mála heliocentrických orlojů na světě.

## Popis orloje

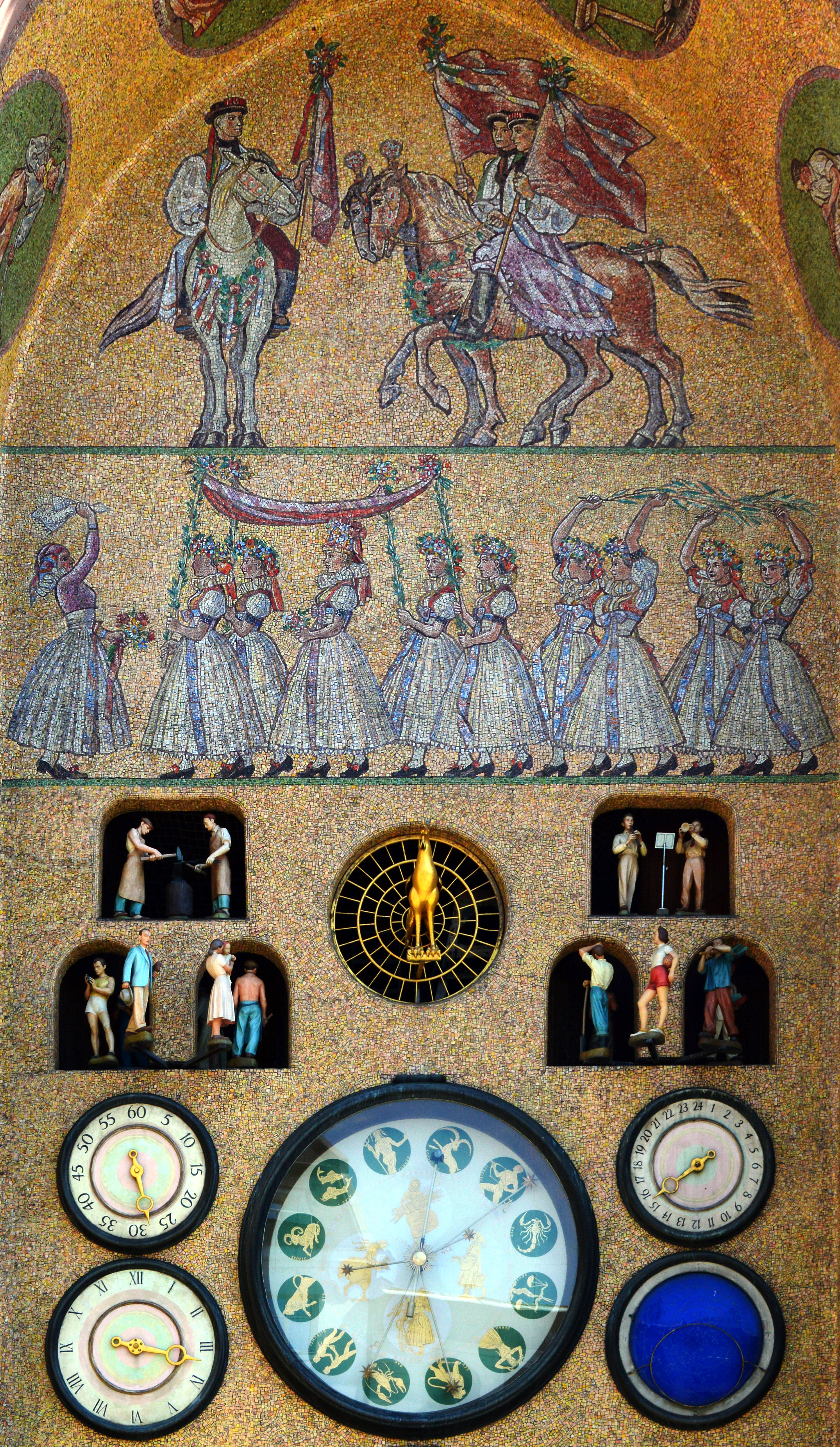
Detail výzdoby olomouckého orloje

Výklenek s lomeným obloukem, v němž je orloj umístěn, dosahuje výšky téměř 14 metrů. Centrální ciferník orloje zobrazuje polohy planet na pozadí zvířetníku. Celý orloj je umístěn na pozadí mozaiky, která znázorňuje jízdu králů, průvod královniček, dělníka a chemika. Po obvodu výklenku se nacházejí medailony s alegoriemi měsíců v roce. Kalendárium ve spodní části orloje znázorňuje jmeniny a dny významné pro komunistický režim, jako například narozeniny Stalina, Gottwalda, VŘSR, vypálení Lidic apod.
Zvonkohra hrála v průběhu dějin řadu zejména náboženských písní, které se sezónně střídaly podle církevního kalendáře. Od roku 1898 hrála mimo jiné také rakouskou hymnu, v roce 1918 nahrazenou hymnou československou. Při rekonstrukci v 50. letech 20. století byly i přes návrhy zařadit do repertoáru Píseň práce nebo Internacionálu, nakonec zvoleny lidové písně z Hané: Daleká, šeroká cesta přes Holomóc, Vrbe jož se zelenajó a Za Náměšťó na kopečko hádajó se o děvečko. Hraje je šestnáct zvonů, které odlila roku 1898 firma rakouského zvonaře Petera Ignatze Hilzera.
Poledne nejprve oznamuje odbíjení času za pohybu figurek kovářů, poté zní krátce původní varhanní pastorela z roku 1898 za pohybu pištců, načež v oknech orloje po pět minut defilují figury kopáče, pekaře, úředníka, volejbalistky a dalších dobových profesí za zvuků zvonkohry. Produkci uzavírá kokrháním mosazný kohout.
K synchronizaci orloje na sluneční čas sloužily sluneční hodiny. Ty vždy byly na radnici umístěny souběžně s orlojem. Jejich prohabsburský motiv byl roku 1918 odstraněn a roku 2020 obnoven.

## Historie

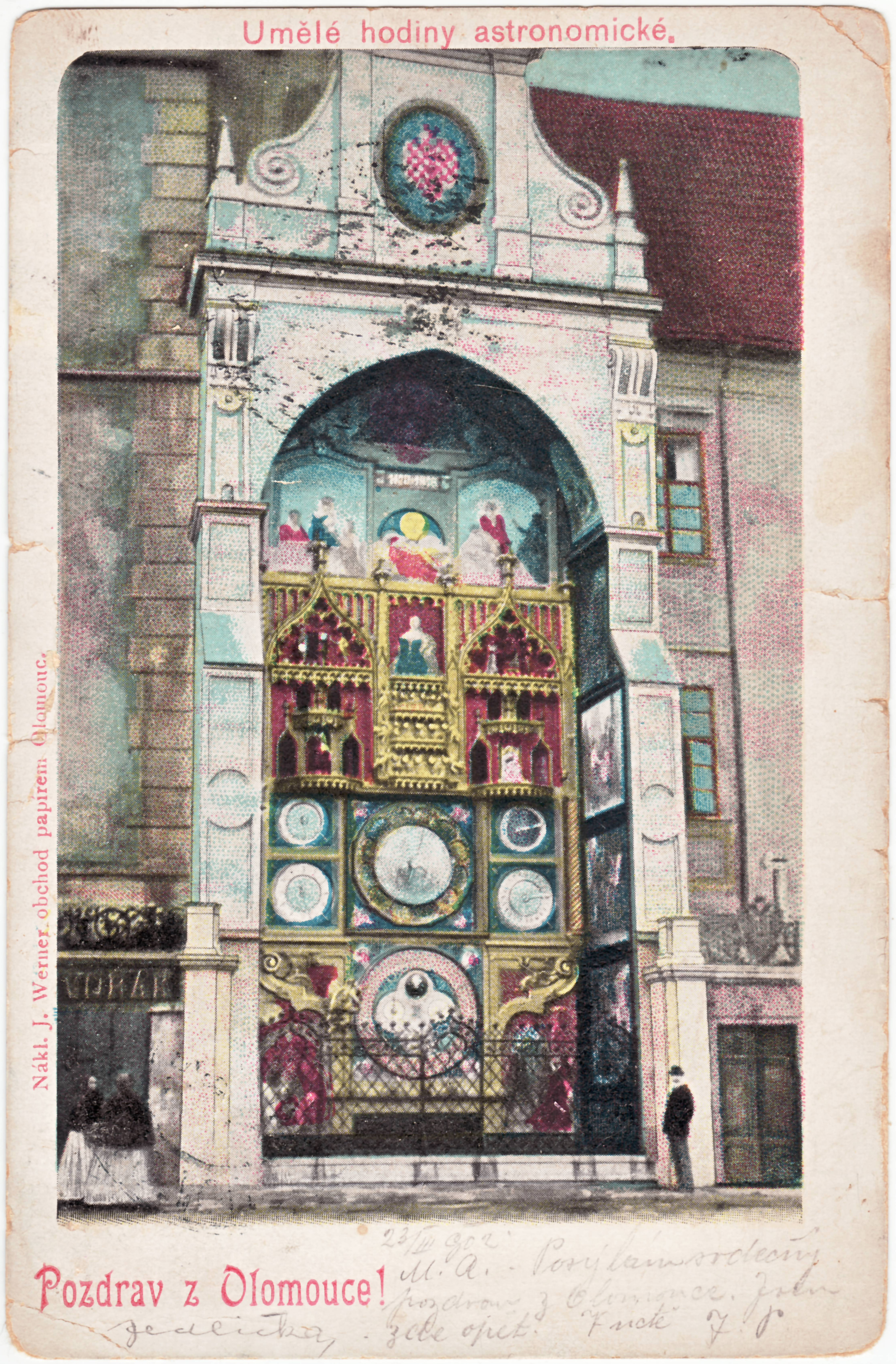
Neogotická podoba orloje

Podle olomouckých historiků Fischera a Lauckého byl orloj údajně postaven mezi roky 1419–1422. Pověst tvrdí, že tvůrce orloje byl oslepen, aby nemohl obdobné dílo vybudovat v jiném městě. Postavil jej údajně saský hodinářský mistr Antonín Pohl, který ho ale poté údajně i zničil jako odplatu za své oslepení. V podobné legendě vystupuje mistr Hanuš. Gregor Wolný dokonce píše, že Anton Pohl zhotovil i orloj v Praze. Jinde se traduje za autora Ondřej Pohl. Podle některých výzkumů byl však prostor radnice pro orloj upraven až v roce 1474, první písemná zmínka o něm pochází z roku 1519. Historicky doloženi jsou hodinář Hans Pohl, který orloj opravil v 70. letech 16. století a Pavel Fabricius, tvůrce unikátní planisféry o průměru 146 cm.
Barokní malířskou výzdobu orloje vytvořil v roce 1746 Jan Kryštof Handke. Po stranách kalendária vymaloval vlevo postavu malíře (považovanou za Handkův autoportrét) a vpravo hodináře se svěrákem a ozubeným kolem. Uprostřed zvonkohry umístil portrét královny Marie Terezie, v jiných částech orloje namaloval postavy antických filozofů, učenců a astronomů. Na vnitřních bočních stěnách umístil celkem osm alegorických výjevů Aritmetiky, Astronomie, Mechaniky, Muziky, Dialektiky, Geometrie, Gramatiky a Píle.
V roce 1898 proběhla zásadní rekonstrukce a přestavba orloje v novogotickém stylu, která přispěla ke ztrátě historické původnosti tohoto díla. Autorem návrhu byl vídeňský architekt Robert Dammer, novou malířskou výzdobu vytvořil rovněž vídeňský malíř Richard Bitterlich, který na strany kalendária umístil malby na plechu s odkazem na Hanuše Pohla. Dřevěné pohyblivé figury vyřezal německý sochař Bernhard Hoetger (1874–1949). Orloj byl při rekonstrukci vybaven heliocentrickým ciferníkem.

V roce 1926 byly renovována a upravena malířská výzdoba malířem Jano Köhlerem. Byly odstraněny odkazy na habsburskou monarchii, portrét Marie Terezie byl nahrazen alegorickým vyobrazením moravské země v podobě krále Ječmínka. 

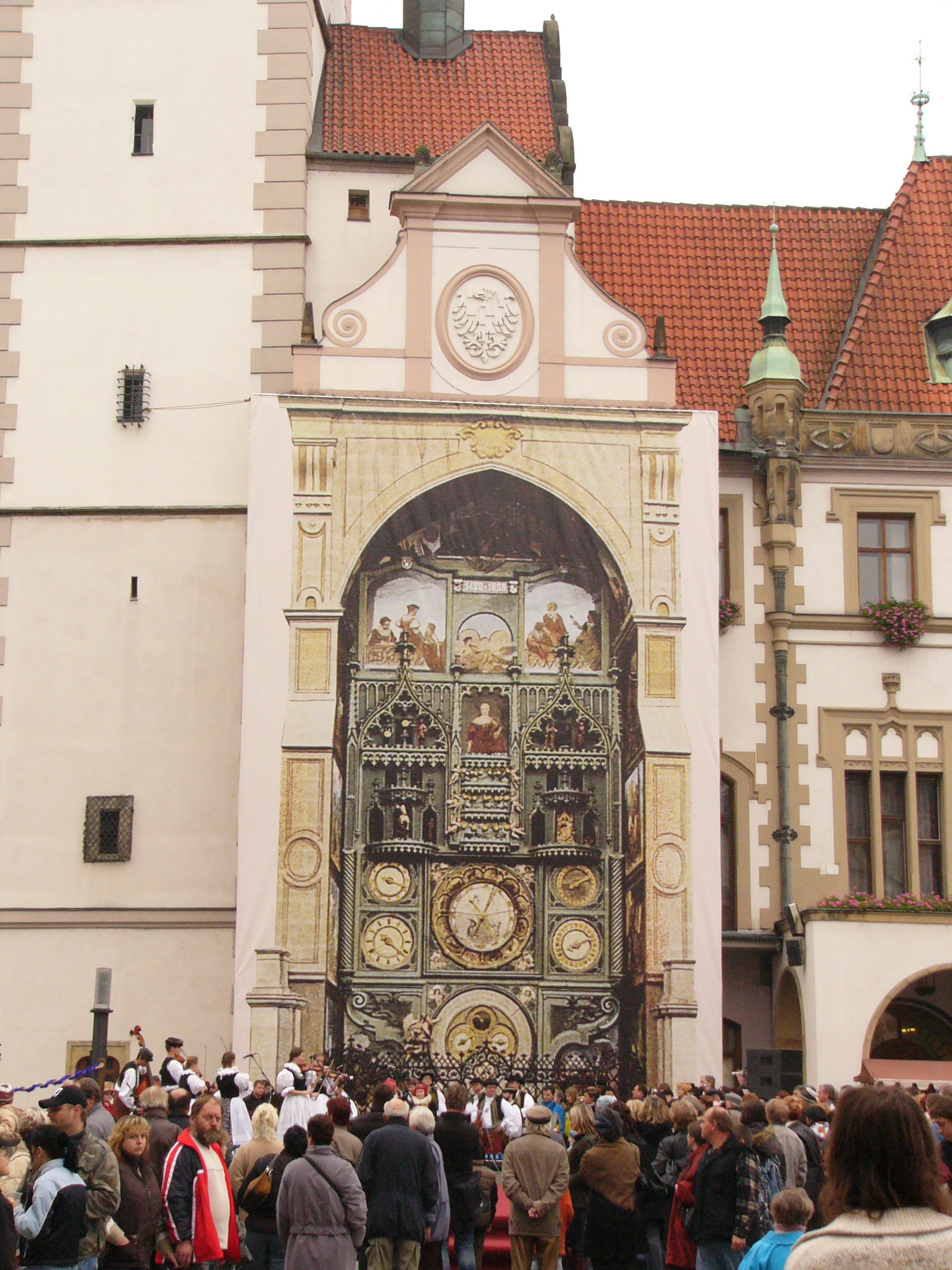
Rekonstrukce podoby olomouckého orloje před zničením ve druhé světové válce. Plátno přes dnešní podobu orloje bylo umístěno jen jeden den, 28. října 2008 u příležitosti 90. výročí vzniku Československa.

Na konci druhé světové války byl orloj poškozen dělostřeleckými granáty. I když očití svědci nejsou, je vysoce pravděpodobné, že orloj poškodila Rudá armáda. Po částečných opravách bylo v roce 1946 rozhodnuto o zásadnější rekonstrukci orloje a opětovné změně jeho podoby. I když ve válce nebyl orloj fatálně poškozen, přesto po neúspěšné veřejné soutěži v roce 1947 bylo dílo svěřeno přímo umělci Karlu Svolinskému, rodákovi ze Svatého Kopečka, který pro novou podobu orloje navrhl techniku skleněné mozaiky. Postavy na stranách kalendária byly nahrazeny vyobrazeními dělníka a chemika, větší část mozaikové výzdoby zpracovává národopisné motivy z Hané. Autorkou pohyblivých figur byla umělcova manželka, sochařka Marie Svolinská. Rekonstrukci stroje orloje provedl olomoucký hodinář Konrad Schuster.
Svolinského podoba orloje považovaná za příklad socialistického realismu byla slavnostně odhalena a uvedena do chodu 9. května 1955.
Po roce 1989 vznikla v Olomouci občanská iniciativa, požadující obnovení původního vzhledu orloje. Současná podoba orloje zachovává veškeré prvky z roku 1955, včetně těch kontroverzních. V letech 2009–2011 byly restaurovány pohyblivé figury. V roce 2020 byla při rekonstrukci fasády radnice obnovena polychromie moravské orlice.

## Pověst
Na počátku 15. století žil v Olomouci hodinářský mistr Antonín Pohl, ze Saska, který dostal od olomoucké městské rady zakázku na zhotovení velkých hodin. Dlouho se mu však nedařilo nic vymyslet, až měl jednou podivný sen, kde se mu zjevila podoba nového orloje a jeho budoucí osud. Mistr se podle snu zařídil a orloj zhotovil.
Orloj byl hotov na jaře roku 1422. Rada města i obyvatelé Olomouce byli orlojem nadšeni a mistr byl bohatě odměněn. Za pár let se ovšem na něj obrátil rektor vídeňské univerzity s prosbou o zhotovení stejného orloje ve Vídni. Olomoučtí konšelé mu však v práci pro jiné město chtěli zabránit a pohrozili mu trestem. Hodinář však výhrůžek nedbal a proto jej konšelé nechali oslepit.
Za několik let se hodinářský mistr chtěl pomstít. Šel s purkmistrem k orloji a neočekávaně zastavil jeho chod tak, že se utrhlo i závaží na hodinách a zabilo purkmistra. Hodinář zemřel zanedlouho po něm.